# Persone di nome Tomislav
| Questa pagina contiene informazioni ricavate automaticamente dalle voci biografiche con l'ausilio del template Bio e di un bot. L'aggiornamento è periodico e automatico e ricostruisce completamente la pagina. Se manca una persona in questa lista, sei pregato di non aggiungerla, ma accertati piuttosto che la sua voce biografica contenga il template Bio e che i dati anagrafici siano correttamente compilati. Se il template Bio manca, inseriscilo tu stesso o, in alternativa, metti l'avviso {{tmp\|Bio}} che ne segnala la mancanza. Se i dati riportati sono sbagliati, correggi direttamente la voce biografica; le modifiche saranno visibili in questa lista entro pochi giorni. Per chiarimenti vedi il progetto antroponimi. La lista contiene solo le 71 persone che sono citate nell'enciclopedia e per le quali è stato implementato correttamente il template Bio. Pagina aggiornata al 23 feb 2025. |

Questa è una lista di persone presenti nell'enciclopedia che hanno il nome Tomislav, suddivise per attività principale.

## Allenatori di calcio(5)
- Tomislav Ivković, allenatore di calcio e ex calciatore jugoslavo (Zagabria, n. 1960)
- Tomislav Rogić, allenatore di calcio e ex calciatore croato (Zara, n. 1975)
- Tomislav Rukavina, allenatore di calcio e ex calciatore croato (Osijek, n. 1974)
- Tomislav Steinbrückner, allenatore di calcio e ex calciatore croato (Petrijevci, n. 1966)
- Tomislav Stipić, allenatore di calcio croato (Tomislavgrad, n. 1979)

## Allenatori di calcio a 5(2)
- Tomislav Horvat, allenatore di calcio a 5 e ex giocatore di calcio a 5 sloveno (n. 1974)
- Tomislav Papeš, allenatore di calcio a 5 e ex giocatore di calcio a 5 croato (Sisak, n. 1973)

## Allenatori di pallacanestro(2)
- Tomo Mahorič, allenatore di pallacanestro sloveno (Lubiana, n. 1965)
- Tomislav Mijatović, allenatore di pallacanestro croato (n. 1976)

## Calciatori(42)
- Tomislav Barbarić, ex calciatore croato (Zagabria, n. 1989)
- Tomislav Barišić, ex calciatore bosniaco (Posušje, n. 1993)
- Tomislav Bosec, ex calciatore croato (Zagabria, n. 1990)
- Tomislav Božić, calciatore croato (Požega, n. 1987)
- Tomislav Bušić, calciatore croato (Spalato, n. 1986)
- Tomislav Butina, ex calciatore croato (Zagabria, n. 1974)
- Tomislav Crnković, calciatore jugoslavo (Cattaro, n. 1929 - Zagabria, † 2009)
- Tomislav Dujmović, ex calciatore croato (Zagabria, n. 1981)
- Tomislav Duka, calciatore croato (Spalato, n. 1992)
- Tomislav Duvnjak, calciatore croato (Zagabria, n. 2003)
- Tomislav Glumac, calciatore croato (Ragusa, n. 1991)
- Tomislav Gomelt, calciatore croato (Sisak, n. 1995)
- Tomislav Haramustek, calciatore croato (Zabok, n. 1993)
- Tomislav Ivić, calciatore e allenatore di calcio jugoslavo (Spalato, n. 1933 - Spalato, † 2011)
- Tomislav Kaloperović, calciatore e allenatore di calcio jugoslavo (Obrenovac, n. 1932 - † 2002)
- Tomislav Kiš, calciatore croato (Zagabria, n. 1994)
- Tomislav Knez, ex calciatore jugoslavo (Banja Luka, n. 1938)
- Tomislav Kostadinov, calciatore bulgaro (n. 1991)
- Tomislav Labudović, calciatore croato (Zagabria, n. 1985)
- Tomislav Marić, ex calciatore e allenatore di calcio croato (Heilbronn, n. 1973)
- Tomislav Mazalović, calciatore croato (Vinkovci, n. 1990)
- Tomislav Mikulić, ex calciatore croato (Vukovar, n. 1982)
- Tomislav Milićević, calciatore jugoslavo (Kruševac, n. 1940 - Belgrado, † 2024)
- Tomislav Mrčela, calciatore australiano (Perth, n. 1990)
- Tomislav Mrkonjić, calciatore croato (Spalato, n. 1994)
- Tomislav Pačovski, ex calciatore macedone (Bitola, n. 1982)
- Tomislav Pajović, ex calciatore serbo (Užice, n. 1986)
- Tomislav Pavličić, calciatore croato (Vinkovci, n. 1983)
- Tomislav Pelin, ex calciatore croato (Zagabria, n. 1981)
- Tomislav Piplica, ex calciatore bosniaco (Bugojno, n. 1969)
- Tom Pondeljak, ex calciatore australiano (Melbourne, n. 1976)
- Tomislav Prosen, ex calciatore jugoslavo (Sisak, n. 1944)
- Tomislav Puljić, ex calciatore croato (Zara, n. 1983)
- Tomislav Šarić, calciatore croato (Brežice, n. 1990)
- Tomislav Šorša, calciatore croato (Osijek, n. 1989)
- Tomislav Tomić, calciatore bosniaco (Mostar, n. 1990)
- Tomislav Turčin, calciatore croato (Vinkovci, n. 1997)
- Tomislav Valentić, calciatore croato (Požega, n. 1994)
- Tomislav Vranjić, ex calciatore croato (Vinkovci, n. 1983)
- Tomislav Čuljak, calciatore croato (Vinkovci, n. 1987)
- Tomo Šokota, ex calciatore croato (Zagabria, n. 1977)
- Tomislav Štrkalj, calciatore croato (Zagabria, n. 1996)

## Cantanti(1)
- Tomislav Ivčić, cantante, musicista e politico croato (Zara, n. 1953 - Zagabria, † 1993)

## Cestisti(4)
- Tomislav Buljan, cestista croato (Spalato, n. 2002)
- Tomislav Gabrić, cestista croato (Sebenico, n. 1995)
- Tomislav Ružić, ex cestista croato (Zara, n. 1979)
- Tomislav Zubčić, cestista croato (Zara, n. 1990)

## Giocatori di calcio a 5(1)
- Tomislav Gričar, ex giocatore di calcio a 5 croato (Zagabria, n. 1972)

## Musicisti(1)
- Tomo Miličević, musicista bosniaco (Sarajevo, n. 1979)

## Pallanuotisti(2)
- Tomislav Franjković, pallanuotista jugoslavo (Curzola, n. 1931 - Curzola, † 2010)
- Tomislav Paškvalin, ex pallanuotista croato (Zagabria, n. 1961)

## Pallavolisti(2)
- Tomislav Čošković, pallavolista croato (Zagabria, n. 1979)
- Tomislav Šmuc, ex pallavolista sloveno (Lubiana, n. 1976)

## Politici(4)
- Tomislav Dončev, politico bulgaro (Gabrovo, n. 1973)
- Tomislav Karamarko, politico croato (Zara, n. 1959)
- Tomislav Nikolić, politico serbo (Kragujevac, n. 1952)
- Tomislav Tomašević, politico, attivista e ambientalista croato (Zagabria, n. 1982)

## Presbiteri(1)
- Tomislav Ivančić, presbitero e teologo croato (Davor, n. 1938 - Zagabria, † 2017)

## Procuratori sportivi(1)
- Tomislav Erceg, procuratore sportivo e ex calciatore croato (Spalato, n. 1971)

## Taekwondoka(1)
- Tomislav Karaula, taekwondoka croato (n. 1991)

## Tennisti(1)
- Tomislav Brkić, tennista bosniaco (Mostar, n. 1990)

## Vescovi cattolici(1)
- Tomislav Koljatic Maroevic, vescovo cattolico cileno (Santiago del Cile, n. 1955)